# Emma Booth
Emma Booth est une actrice australienne et ancien mannequin, née le 28 novembre 1982 à Perth, en Australie-Occidentale.
Elle est principalement connue pour avoir joué dans les séries télévisées Glitch (2015-2019), Once Upon a Time (2017-2018) et les films Blood Creek (2009), Tracks (2013) et Love Hunters (2016).

## Biographie

### Débuts précoces et révélation
Née sur la côte sud de l'Australie Occidentale, elle grandit à Fremantle. Elle est la plus jeune de quatre sœurs et fréquente le Santa Maria College. Dès son plus jeune âge, elle démontre un intérêt pour les histoires et adore jouer la comédie pour sa famille.

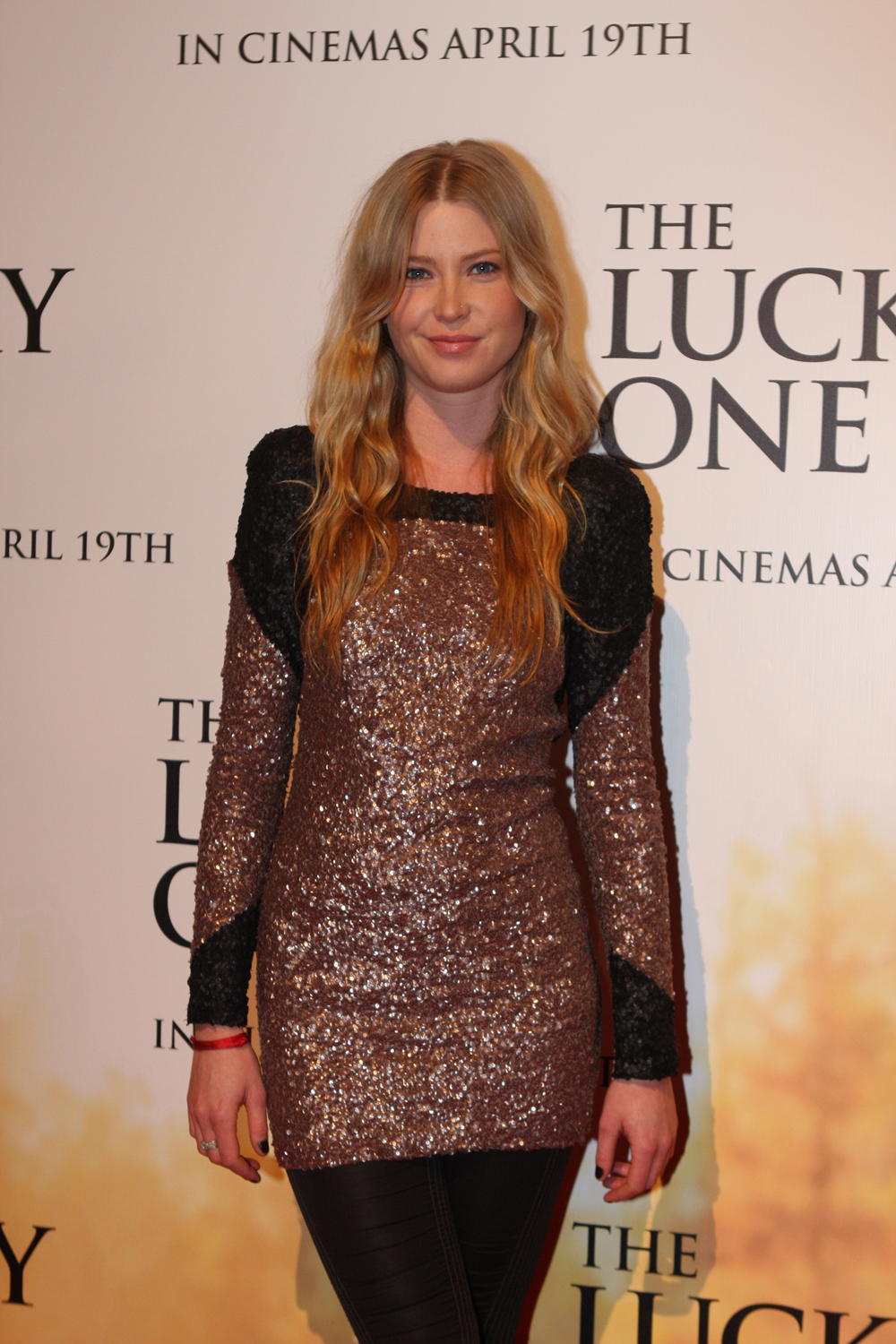
Lors de l'avant-première de The Lucky One à Sydney, en avril 2012.

Durant son adolescence, elle se lance dans une carrière de mannequin avant de se consacrer à la comédie, son premier amour,. Elle a notamment fait la couverture de nombreux magazines et a pu voyager et participer à de grand défilés à New York, Milan et Tokyo. Elle fut aussi l'un des visages emblématiques de la semaine de la mode australienne.
En 1996, elle commence sa carrière, à 14 ans, en jouant dans la série télévisée australienne Bush Patrol. Après d'autres petits rôles à la télévision, elle fait ses débuts au cinéma, en 2007, dans la comédie dramatique Clubland. Ses débuts sont salués par la critique, elle remporte l'Australian Film Institute et le Film Critics Circle of Australia de la meilleure actrice dans un second rôle.
Elle décide de tenter sa chance à Hollywood. Sa carrière prend alors un tournant lorsqu'elle accepte de donner la réplique à Clive Owen dans le film dramatique Mes garçons sont de retour de Scott Hicks sorti en 2009. La même année, elle est aussi le premier rôle féminin du film d'horreur Blood Creek réalisé par Joel Schumacher, jouant aux côtés de Dominic Purcell et Henry Cavill.
L'année suivante, elle joue dans le drame britannique indépendant Pelican Blood et elle obtient le rôle de Kim Hollingsworth dans la troisième saison de la série d'anthologie policière australienne Underbelly. La série est basée sur des événements réels concernant le milieu criminel australien (mafia, trafic de drogue, corruption, tueurs en série...).
En 2011, elle est l'héroïne de la mini-série australienne Cloudstreet. Dès l'année suivante, elle incarne la femme de Guy Pearce dans deux téléfilms, Jack Irish: Bad Debts et Jack Irish: Dead Point réalisés par Jeffrey Walker, diffusés en 2012 et 2014.

### Tête d'affiche en Australie, seconds rôles à Hollywood et télévision

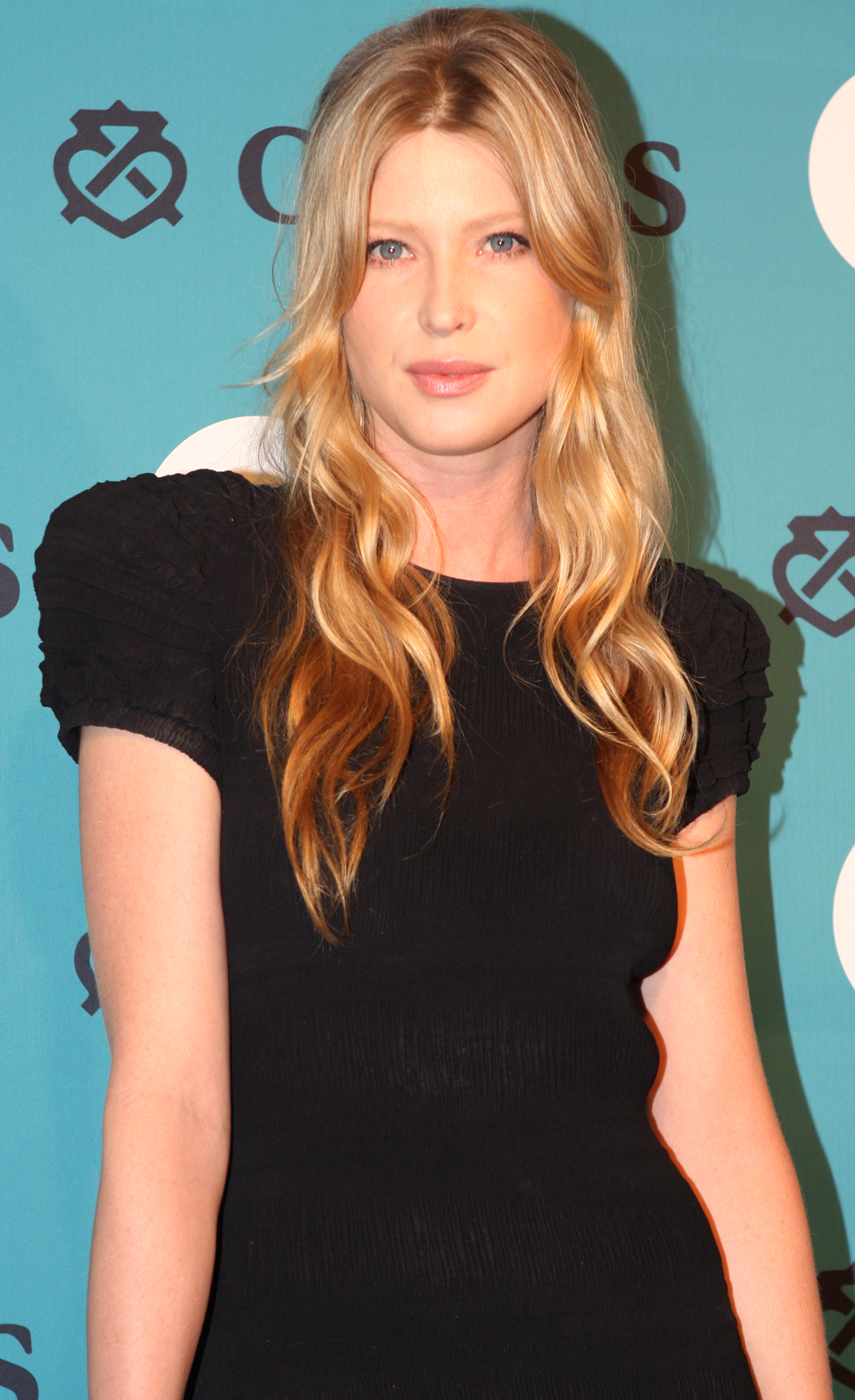
Lors d'une soirée organisée par le magazine GQ, en novembre 2012.

En 2013, elle retrouve les studios hollywoodien afin d'incarner un rôle secondaire aux côtés de Jennifer Lopez et Jason Statham dans le film d'action Parker. La même année, elle est l'une des têtes d'affiche de Tracks face à Mia Wasikowska et Adam Driver. Il s'agit d'un film d'aventure adapté des mémoires de Robyn Davidson, une Australienne qui, en 1977, à l'âge de 27 ans, a parcouru 2 700 kilomètres (1 700 miles) à travers le désert australien, depuis la ville d'Alice Springs jusqu’à l’océan Indien. Le film est présenté dans de nombreux festivals tels que le Festival international du film de Toronto, le Festival du film de Londres et Festival international du film de Vancouver mais aussi lors de la Mostra de Venise.
En 2015, elle décroche le rôle régulier de Kate Willis dans la série Glitch. Il s'agit d'une série dramatique et fantastique australienne diffusée sur ABC1, dans laquelle elle partage la vedette aux côtés de Patrick Brammall. Salué par les critiques, le programme est notamment élu meilleure série télévisée dramatique par les AACTA Awards.
En 2016, elle joue la divinité égyptienne Nephtys dans le blockbuster d'Alex Proyas, Gods of Egypt. Cette année-là, elle porte surtout le film australien Love Hunters. Un thriller psychologique dans lequel elle signe une interprétation remarquée. Elle remporte notamment l'AACTA Award de la meilleure actrice.
Elle profite aussi d'une pause dans le tournage de Glich pour rejoindre la saison 7 de Once Upon a Time, dans un rôle récurrent,. Il s'agit d'une série fantastique américaine basée sur les contes de fées. Et elle joue dans la mini-série australienne Blue Murder. Au cinéma, elle joue un second rôle dans le film de science-fiction post-apocalyptique, Extinction, distribué par Netflix, donnant la réplique à Lizzy Caplan et Michael Peña.
Puis, en 2019, sort la troisième et dernière saison de Glitch, qui s'arrête au bout de dix huit épisodes. L'année suivante, elle porte la série thriller The Gloaming une coproduction américano-australienne de Stan et ABC Studios.

### Vie privée
Depuis 2013, elle est en couple avec le musicien Dominick Joseph Luna,.

## Filmographie

### Cinéma

#### Longs métrages
- 2007 : Clubland de Cherie Nowlan : Jill
- 2009 : Mes garçons sont de retour de Scott Hicks : Laura
- 2009 : Blood Creek de Joel Schumacher : Liese Wollner
- 2010 : Pelican Blood de Karl Goden : Stevie
- 2011 : Swerve de Craig Lahiff : Jina
- 2013 : Parker de Taylor Hackford : Claire
- 2013 : Tracks de John Curran : Marg
- 2016 : Gods of Egypt de Alex Proyas : Nephthys
- 2016 : Love Hunters de Ben Young : Evelyn White
- 2018 : Extinction de Ben Young : Samantha
- 2019 : H if for Happiness de John Sheedy : Claire Phee

#### Courts métrages
- 2006 : Alex's Party de Rebel Penfold-Russell : Christie
- 2013 : Scene 16 de Katie Wall : India
- 2014 : Tango Underpants de Khrob Edmonds et Miranda Edmonds : Carolyn

### Télévision

#### Séries télévisées
- 1996-1997 : Bush Patrol : Dana Drysdale (7 épisodes)
- 2003 : The Shark Net : Roberta Ainslie (mini-série - 2 épisodes)
- 2007 : All Saints : Ruby Sparrow (2 épisodes)
- 2007 : The Circuit : Nicola (2 épisodes)
- 2010 : Underbelly : Kim Hollingsworth (13 épisodes)
- 2011 : Cloudstreet : Rose Pickles (mini-série - 3 épisodes)
- 2013 : Gothica : Madeleine Usher (pilote non retenu par ABC)
- 2015-2019 : Glitch : Kate Willis (18 épisodes)
- 2017 : Blue Murder : Julie Weinthall (mini-série - 2 épisodes)
- 2017-2018 : Once Upon a Time : Mère Gothel / Éloïse Gardener (12 épisodes)
- 2020 : The Gloaming : Molly Mcgee (8 épisodes)

#### Téléfilms
- 2006 : Small Claims: The Reunion de Tony Tilse : Annie
- 2006 : Who Killed Dr Bogle and Mrs Chandler de Peter Butt : Pamela Logan
- 2009 : 3 Acts of Murder de Rowan Woods : Sarah Corbett
- 2012 : Jack Irish: Bad Debts de Jeffrey Walker : Isabel Irish
- 2014 : Jack Irish: Dead Point de Jeffrey Walker : Isabel Irish

## Distinctions

### Récompenses
- 2007 : Australian Film Institute Awards de la meilleure actrice dans un second rôle pour Clubland (2007).
- 2008 : Film Critics Circle of Australia Awards de la meilleure actrice dans un second rôle pour Clubland (2007).
- 2008 : FilmInk Awards de lameilleure révélation australienne pour Clubland (2007).
- 2016 : Brussels International Film Festival de la meilleure actrice pour Love Hunters (2016).
- 2017 : Australian Academy of Cinema and Television Arts Awards de la meilleure actrice pour Love Hunters (2016).
- 2017 : Molins Film Festival de la meilleure actrice pour Love Hunters (2016).
- 2018 : Australian Film Critics Association Awards de la meilleure actrice pour Love Hunters (2016).
- 2018 : Film Critics Circle of Australia Awards de la meilleure actrice pour Love Hunters (2016).

### Nominations
- Logie Awards 2011 : 
  - meilleure révélation pour Underbelly
  - meilleure révélation féminine pour Underbelly
- Australian Academy of Cinema and Television Arts Awards 2017 : meilleure actrice invitée dans une série télévisée dramatique pour Blue Murder